# Teras (Teras)
Teras is een bestuurslaag in het regentschap Boyolali van de provincie Midden-Java, Indonesië. Teras telt 5278 inwoners (volkstelling 2010).